# Diplastrella
Diplastrella is een geslacht van sponsdieren uit de klasse van de Demospongiae (gewone sponzen).

## Soorten
- Diplastrella bistellata (Schmidt, 1862)
- Diplastrella gardineri Topsent, 1918
- Diplastrella megastellata Hechtel, 1965
- Diplastrella ornata Rützler & Sarà, 1962
- Diplastrella spiniglobata (Carter, 1879)